# Kim Newcombe
Kim Newcombe (Nelson, 2 de enero de 1944 - Oxford, 14 de agosto de 1973) fue un piloto de motociclismo neozeladés, que compitió en el Campeonato del Mundo de Motociclismo durante dos temporadas hasta su muerte en una carrera no oficial en Ozford.

## Biografía
Aunque nació en Nelson, Newcombe creció en Auckland y posteriormente se trasladó a Australia (primero Brisbane, luego Melbourne) en 1963, y más tarde a Europa en 1968. Compitió en Mundial de 500 c.c., acabando segundo detrás de Phil Read en la temporada de 1973.
Junto al también piloto John Dodds, desarrolló la motocicleta de dos tiempos diseñada por Dieter König. Ellos fueron los primeros en desafiar el dominio de los MV Agustas después de la marcha de Honda de la competición del Mundial a finales de 1967. A diferencia de sus principales competidores, a Newcombe se le atribuye el honor de desarrollar, construir, mantener y pilotar la máquina König en competición.
El 11 de agosto de 1973, Newcombe salió gravemente herido de una carrera no oficial en el circuito de Silverstone, en la curva Stowe. El día antes de la carrera, Kim hizo su habitual paseo para familiarizarse con el trazado. Le llamó la atención una curva, Stowe, en la que había un charco justo antes de un giro brusco frente a una pared de vigas de madera. Preocupado por la seguridad de los pilotos, se acercó a Vernon Cooper, empleado del evento, para colocar fardos de heno frente a la pared. Cooper se enfureció y lo amenazó con la expulsión de la carrera si se volvía a quejar. Al día siguiente, Kim lideró la carrera durante seis vueltas antes de llegar a Stowe, donde se salió de la pista y chocó contra la pared. Inconsciente, fue atendido in situ antes de ser trasladado a un hospital local.
Kim nunca recobró la conciencia y fue declarada su muerte cerabral el 14 de agosto. Su esposa, Janeen, dio permiso para que le quitaran el soporte vital y donar sus órganos. Tenía 29 años y ocupó el segundo lugar póstumamente en el Mundial de 500cc de 1973, por delante de Agostini y detrás de Phil Read.
La historia de Newcombe fue objeto de un documental en 2006 llamado Love, Speed and Loss dirigido por Justin Pemberton.

## Resultados
Sistema de puntuación a partir de 1969:
| Posición | 1  | 2  | 3  | 4 | 5 | 6 | 7 | 8 | 9 | 10 |
| Puntos   | 15 | 12 | 10 | 8 | 6 | 5 | 4 | 3 | 2 | 1  |

(Carreras en negrita indica pole position, carreras en cursiva indica vuelta rápida)
| Año  | Cat.  | Equipo | 1     | 2      | 3       | 4     | 5     | 6     | 7      | 8       | 9       | 10      | 11    | 12      | 13    | Pts. | Pos. |
| ---- | ----- | ------ | ----- | ------ | ------- | ----- | ----- | ----- | ------ | ------- | ------- | ------- | ----- | ------- | ----- | ---- | ---- |
| 1972 | 500cc | König  | GER 3 | FRA 10 | AUT -   | NAT - | IOM - | YUG - | NED 12 | BEL Ret | DDR 3   | CZE Ret | SWE 5 | FIN Ret | ESP - | 27   | 10.º |
| 1973 | 500cc | König  | FRA 5 | AUT 3  | GER Ret |       | IOM - | YUG 1 | NED 2  | BEL 4   | CZE Ret | SWE 3   | FIN 4 | ESP -   |       | 63   | 2.º  |